# Ranunculus gratiosus
Ranunculus gratiosus är en ranunkelväxtart som beskrevs av T. Brodtbeck. Ranunculus gratiosus ingår i släktet ranunkler, och familjen ranunkelväxter. Inga underarter finns listade i Catalogue of Life.